# 銀座站 (日本)
銀座站（日语：／ Ginza eki */?）是位於日本東京都中央區銀座四丁目，屬於東京地下鐵的鐵路車站。

## 概要
此站有銀座線、丸之內線、日比谷線3條路線停靠。銀座線與日比谷線的車內廣播為「松屋·三越前」（澀谷、中目黑方向），「三越·松屋前」（淺草、北千住方向）廣播。丸之內線不廣播副站名。
- 東京地下鐵
  -  銀座線 - 車站編號「G 09」
  -  丸之內線 - 車站編號「M 16」
  -  日比谷線 - 車站編號「H 09」

東京地下鐵日比谷線從終點站北千住站經東武伊勢崎線（東武晴空塔線）直通至日光線南栗橋站。
本站為站務管區所在站。銀座站務管區下轄銀座地域、新橋地域及東銀座地域三個分區。其中銀座地域內僅有本站一站。

## 歷史
- 1934年（昭和9年）3月3日：松屋和三越提供資金、東京地下鐵道（現時東京地下鐵銀座線）車站啟用。
- 1941年（昭和16年）9月1日：東京地下鐵道的路線轉讓給帝都高速度交通營團（營團地下鐵）。
- 1945年（昭和20年）1月27日：此站被B29轟炸機投下2000磅炸彈擊中，破壞淺草方向月台新橋側的天井部份。加上水管破裂使日本橋站－新橋站間的隧道水浸。受影響路段以外折返運行。
- 1946年（昭和21年）1月：受空襲影響的路段修復完成，重新使用。
- 1957年（昭和32年）12月15日：營團地下鐵丸之內線（現時東京地下鐵丸之內線）西銀座站啟用，兩站開始可以轉乘。
- 1964年（昭和39年）8月29日：營團地下鐵日比谷線（現時東京地下鐵日比谷線）車站啟用。同時丸之內線西銀座站改稱銀座站。
- 1971年（昭和46年）7月1日：營團第一座有冷氣的車站（與日本橋站同時啟用）[4][5]。
- 1983年（昭和58年）4月1日：開設服務處（與日本橋同時啟用）[4]。
- 1993年（平成5年）11月4日：引入繼續定期券售票機[6][7]。
- 2000年（平成12年）：入選關東車站百選（第四回）。
- 2004年（平成16年）4月1日：營團地下鐵民營化，由東京地下鐵繼承。同時更新導覽指示系統（日语：サインシステム）[8]。
- 2005年（平成17年）10月－12月：更新站內資訊看板[9]。
- 2008年（平成20年）3月23日：丸之內線月台啟用月台閘門。
- 2012年（平成24年）10月31日：銀座線月台啟用發車音樂《銀座的康康舞女郎（日语：銀座カンカン娘）》[10]。
- 2016年（平成28年）4月8日[11]：日比谷線月台啟用發車音樂《銀座的戀愛故事（日语：銀座の恋の物語）》[12]。是日比谷線在秋葉原站之後的第二座發車音樂導入車站。
- 2020年（令和2年）
  - 2月7日：日比谷線月台更改發車音樂曲調。
  - 6月6日：與有樂町線銀座一丁目站開始轉乘業務[13]。

## 車站
銀座線月台位於中央通（銀座街）地下、丸之內線月台位於外堀通地下、日比谷線月台位於晴海通地下，皆為島式月台1面2線。
銀座線與丸之內線月台在同一層（地下2樓），日比谷線月台在下一層下（地下3樓）。3線可站內轉乘。
丸之內線建設時，當時稱為西銀座站，不能站內轉乘銀座線月台。之後日比谷線銀座站開業，丸之內線可透過日比谷線月台通往銀座線，因此改稱銀座站，三線成為同一連絡站。
日比谷線月台的前身為在戰前的東京地下鐵道的時代往新宿向列車的車站、日比谷線建設的時候作過大改建。日比谷線的主通路上有東京地下鐵道創業者早川德次的胸像。

### 月台配置
| 月台                    | 路線     | 目的地                   |
| ----------------------- | -------- | ------------------------ |
| 銀座線月台（地下2樓）   |          |                          |
| 1                       | 銀座線   | 赤坂見附、澀谷方向       |
| 2                       | 銀座線   | 上野、淺草方向           |
| 丸之內線月台（地下2樓） |          |                          |
| 3                       | 丸之內線 | 新宿、荻窪方向           |
| 4                       | 丸之內線 | 大手町、池袋方向         |
| 日比谷線月台（地下3樓） |          |                          |
| 5                       | 日比谷線 | 霞關、六本木、中目黑方向 |
| 6                       | 日比谷線 | 上野、北千住、南栗橋方向 |

（來源：東京地下鐵:構內圖 （页面存档备份，存于））
2007年9月起丸之內線月台設置了月台閘門。然而為了進行月台空隙的工程，延遲至2008年3月23日才開始運作。

車站構內「關東車站百選認定站」牌匾設置於「銀座綠洲」前
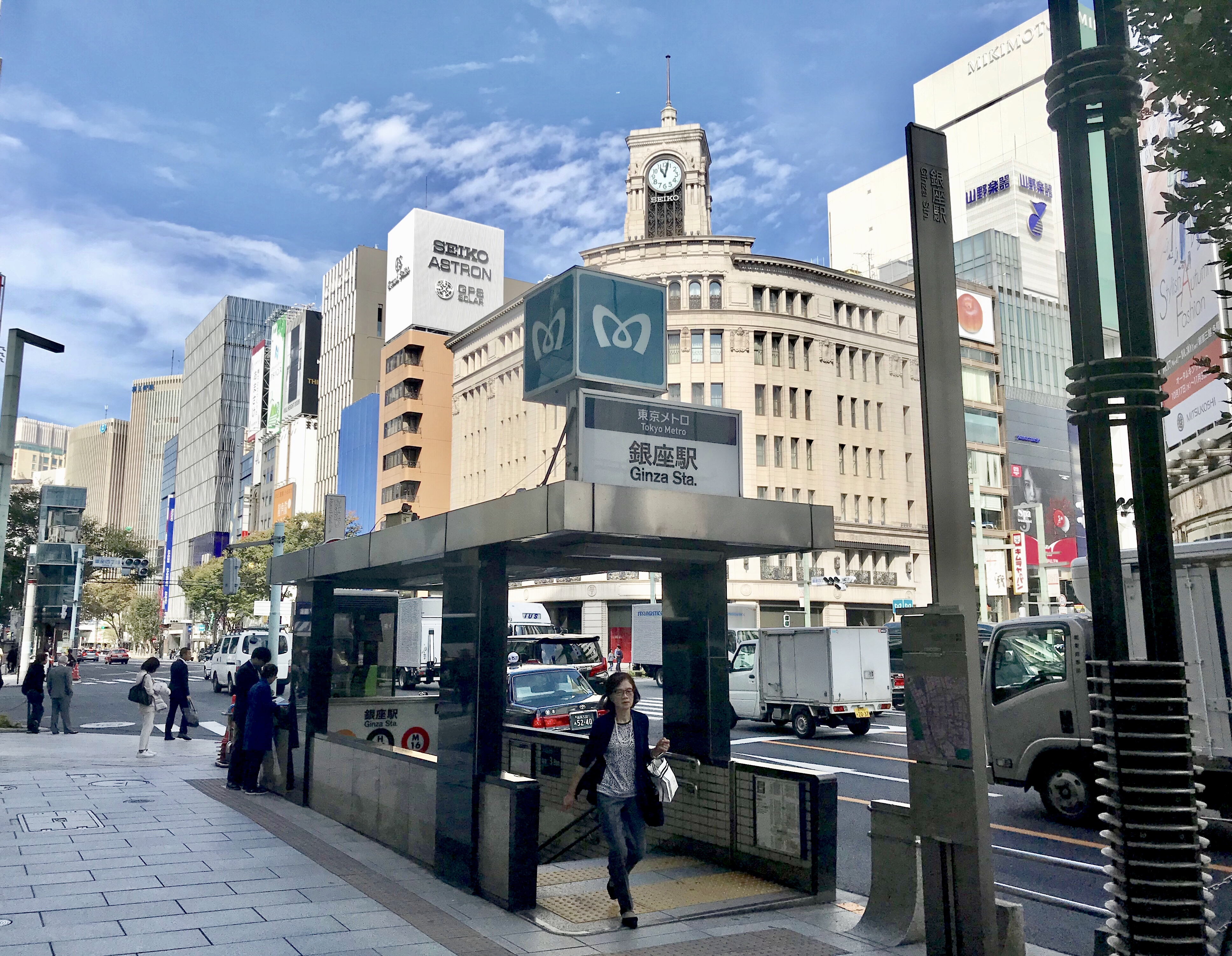
A5號出入口（2018年10月24日）
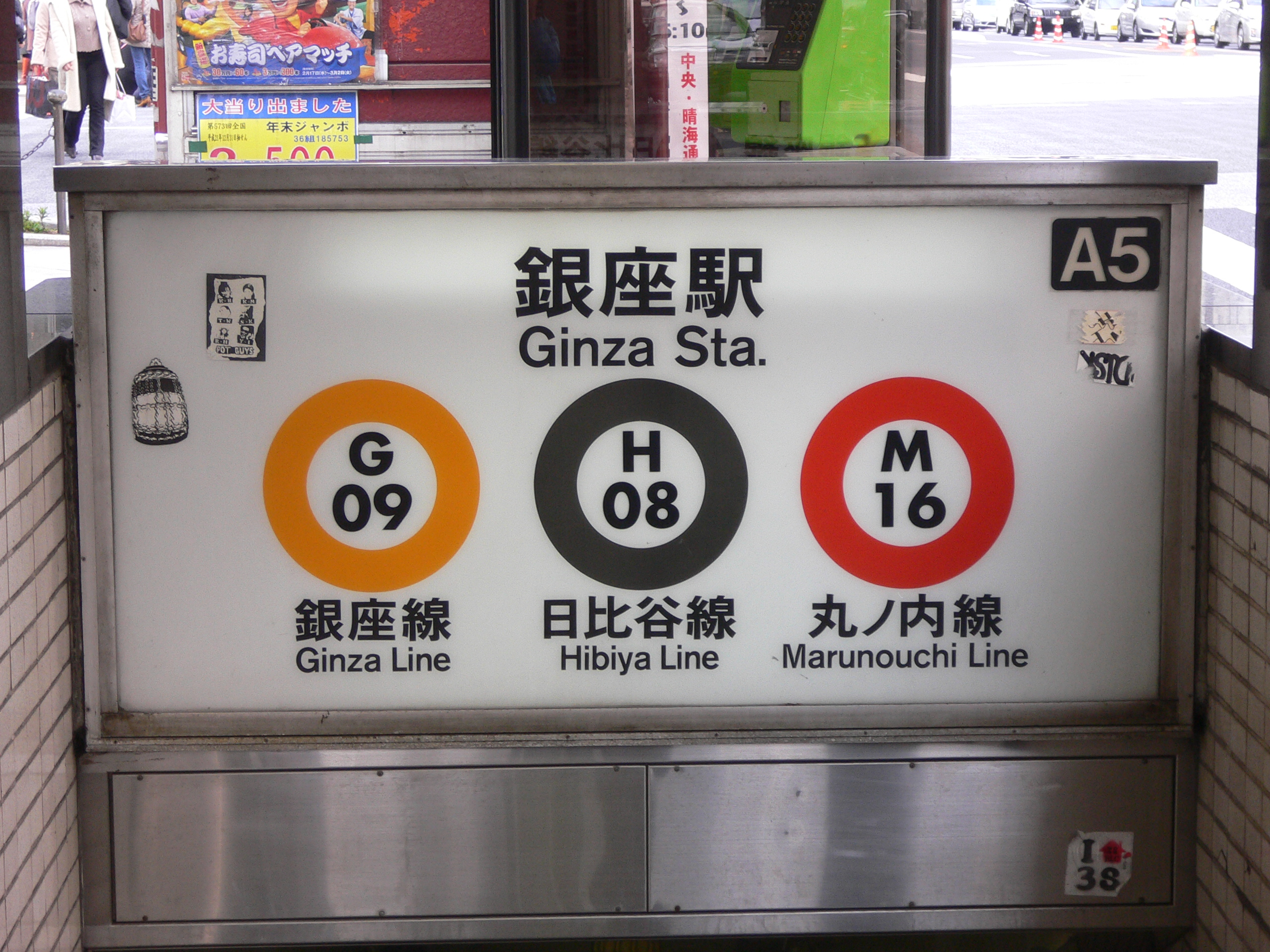
A5出入口指示牌（2010年2月21日）
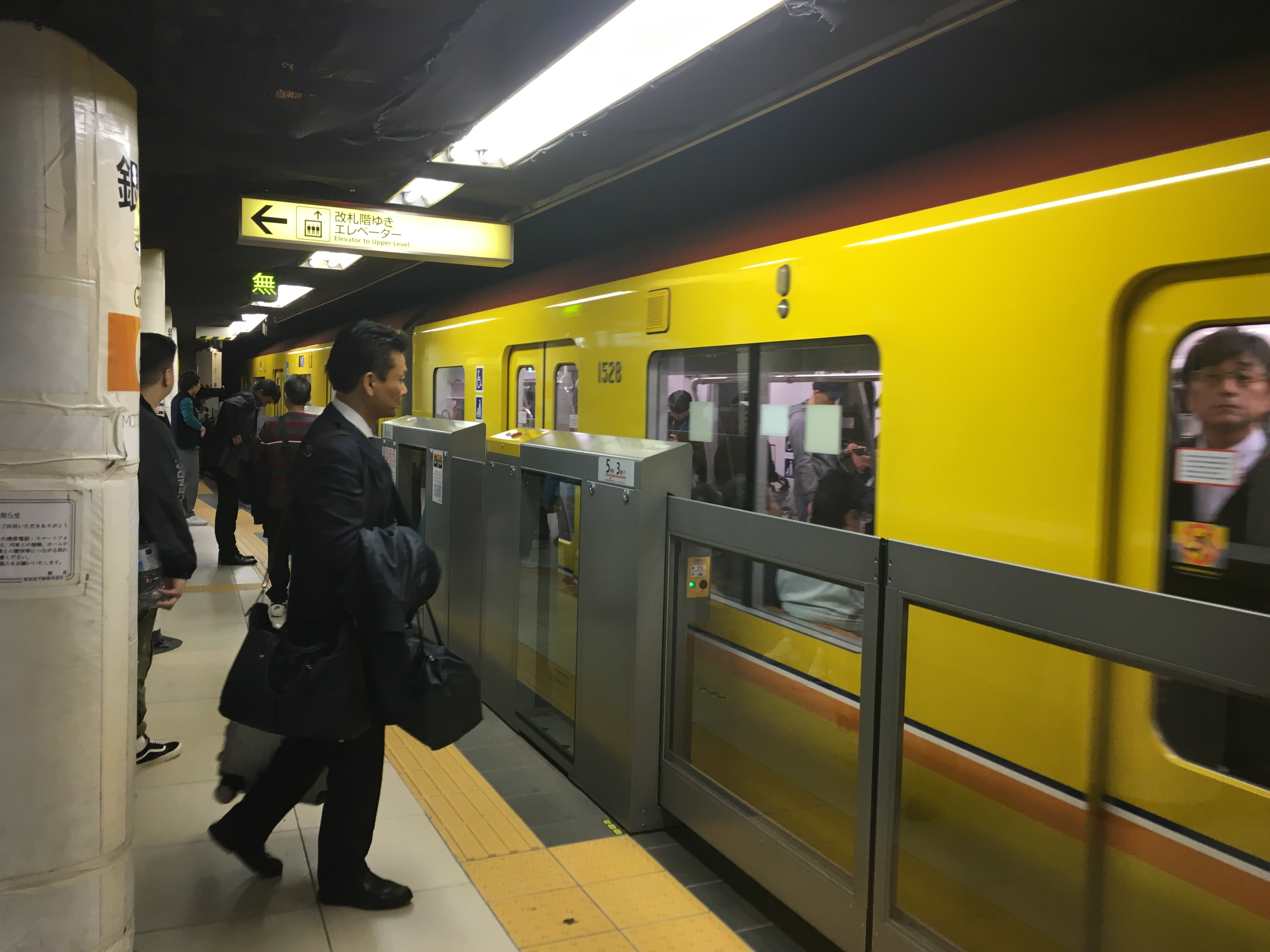
銀座線月台（2018年11月）
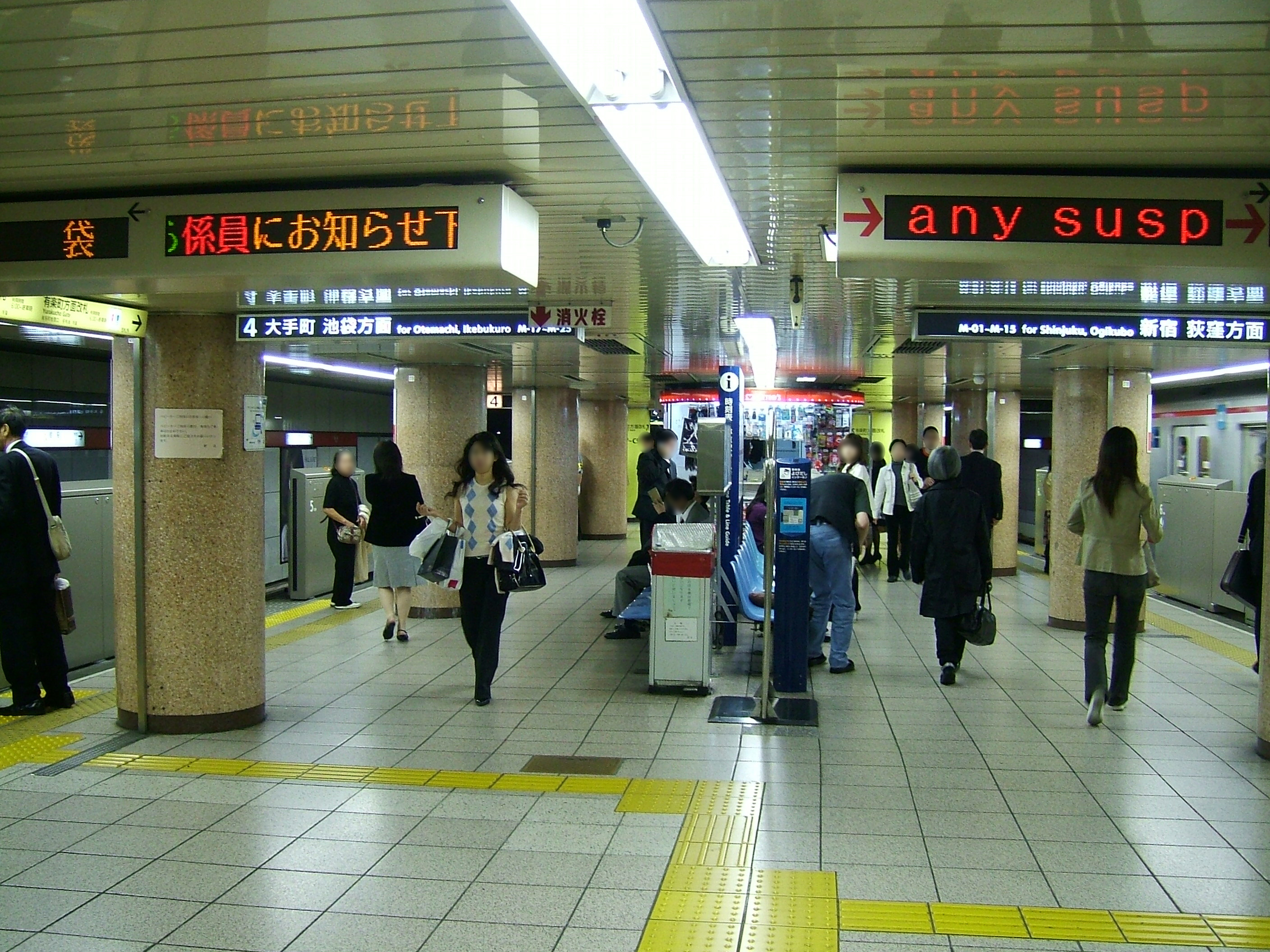
丸之內線月台（2007年10月）
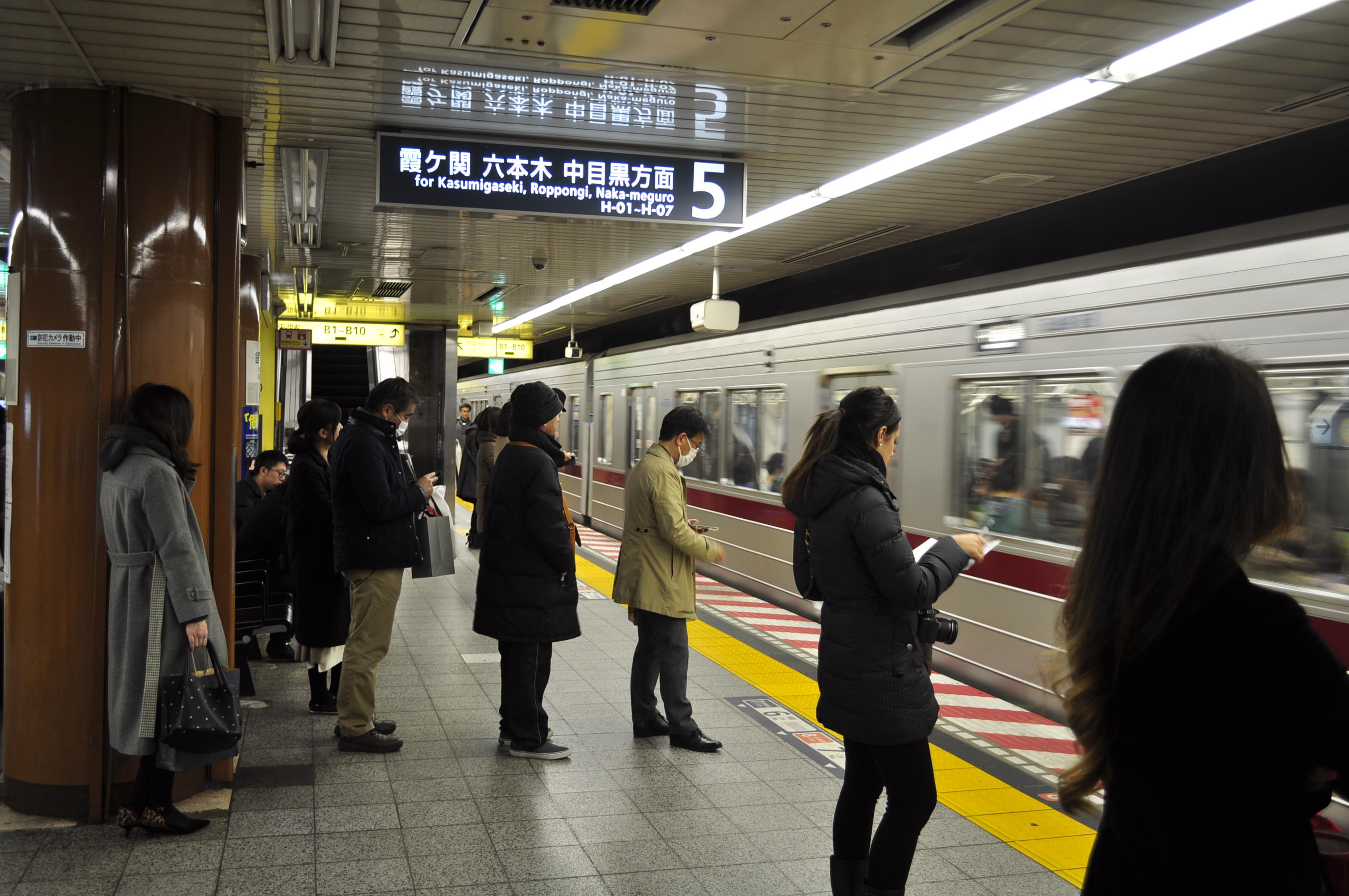
日比谷線月台（2018年2月17日攝）

## 利用狀況
2017年度1日平均上下車人次為266,574人。是東京地下鐵車站繼池袋站、北千住站、大手町站之後排行第4位，且不包括轉車人次。
- 包括東京地下鐵線內的轉車人次，2014年度各路線1日平均上下車人次如下表，3條路線合計1日平均上下車人次為462,934人。
  - 銀座線 - 169,855人 - 同線內繼新橋站、澀谷站、日本橋站、表參道站、赤坂見附站排行第6位。
  - 丸之內線 - 155,611人 - 同線內繼池袋站、新宿站、東京站、赤坂見附站、大手町站、新宿三丁目站排行第7位。
  - 日比谷線 - 182,218人 - 同線內繼北千住站、中目黑站、茅場町站排行第4位。

### 各年度1日平均上下車人次
各年度1日平均上下車人次如下表。但是不包括各線內的轉車人次。
| 年度               | 營團 / 東京地下鐵  | 營團 / 東京地下鐵 |
| 年度               | 1日平均 上下車人次 | 增長率            |
| ------------------ | ------------------ | ----------------- |
| 1999年（平成11年） | 278,740            |                   |
| 2000年（平成12年） | 276,899            | −0.7%             |
| 2001年（平成13年） | 278,353            | 0.5%              |
| 2002年（平成14年） | 270,375            | −2.9%             |
| 2003年（平成15年） | 268,901            | −0.5%             |
| 2004年（平成16年） | 268,921            | 0.0%              |
| 2005年（平成17年） | 269,751            | 0.3%              |
| 2006年（平成18年） | 271,767            | 0.7%              |
| 2007年（平成19年） | 274,842            | 1.1%              |
| 2008年（平成20年） | 267,029            | −2.8%             |
| 2009年（平成21年） | 256,452            | −4.0%             |
| 2010年（平成22年） | 248,371            | −3.2%             |
| 2011年（平成23年） | 241,513            | −2.8%             |
| 2012年（平成24年） | 245,548            | 1.7%              |
| 2013年（平成25年） | 245,300            | −0.1%             |
| 2014年（平成26年） | 241,330            | −1.6%             |
| 2015年（平成27年） | 245,208            | 1.6%              |
| 2016年（平成28年） | 251,459            | 2.5%              |
| 2017年（平成29年） | 266,574            | 6.0%              |

### 各年度1日平均上車人次（1933年－1935年）
各年度1日平均上車人次如下表。
| 年度               | 東京地下鐵道 | 來源             |
| ------------------ | ------------ | ---------------- |
| 1933年（昭和08年） | [ 備考 1 ]   |                  |
| 1934年（昭和09年） | 10,237       | [ 東京府統計 1 ] |
| 1935年（昭和10年） | 10,049       | [ 東京府統計 2 ] |

### 各年度1日平均上車人次（1956年－2000年）
各年度1日平均上車人次如下表。
- 1967年度以前與1974年度以後的數值不包括各線內的轉車人次。

| 年度               | 銀座線  | 丸之內線 | 日比谷線 | 來源              |
| ------------------ | ------- | -------- | -------- | ----------------- |
| 1956年（昭和31年） | 30,009  | 未通車   | 未通車   | [ 東京都統計 1 ]  |
| 1957年（昭和32年） | 32.337  | 19,842   | 未通車   | [ 東京都統計 2 ]  |
| 1958年（昭和33年） | 33,067  | 26,332   | 未通車   | [ 東京都統計 3 ]  |
| 1959年（昭和34年） | 40,014  | 49,656   | 未通車   | [ 東京都統計 4 ]  |
| 1960年（昭和35年） | 40,665  | 54,082   | 未通車   | [ 東京都統計 5 ]  |
| 1961年（昭和36年） | 47.723  | 63,137   | 未通車   | [ 東京都統計 6 ]  |
| 1962年（昭和37年） | 45,469  | 69,400   | 未通車   | [ 東京都統計 7 ]  |
| 1963年（昭和38年） | 46,473  | 71,876   | 未通車   | [ 東京都統計 8 ]  |
| 1964年（昭和39年） | 40,171  | 76,718   | 18,809   | [ 東京都統計 9 ]  |
| 1965年（昭和40年） | 38,467  | 70,979   | 22,520   | [ 東京都統計 10 ] |
| 1966年（昭和41年） | 34,190  | 70,493   | 23,202   | [ 東京都統計 11 ] |
| 1967年（昭和42年） | 37,953  | 76,058   | 29,160   | [ 東京都統計 12 ] |
| 1968年（昭和43年） | 77,644  | 119,042  | 90,285   | [ 東京都統計 13 ] |
| 1969年（昭和44年） | 87,395  | 129,239  | 96,181   | [ 東京都統計 14 ] |
| 1970年（昭和45年） | 93,901  | 135,088  | 100,063  | [ 東京都統計 15 ] |
| 1971年（昭和46年） | 100,044 | 125,874  | 102,743  | [ 東京都統計 16 ] |
| 1972年（昭和47年） | 99,238  | 127,567  | 105,290  | [ 東京都統計 17 ] |
| 1973年（昭和48年） | 98,937  | 119,381  | 105,816  | [ 東京都統計 18 ] |
| 1974年（昭和49年） |         | 140,301  |          | [ 東京都統計 19 ] |
| 1975年（昭和50年） |         | 173,459  |          | [ 東京都統計 20 ] |
| 1976年（昭和51年） | 59,578  | 63,929   | 47,447   | [ 東京都統計 21 ] |
| 1977年（昭和52年） | 60,701  | 63,471   | 48,518   | [ 東京都統計 22 ] |
| 1978年（昭和53年） | 60,093  | 60,655   | 46,036   | [ 東京都統計 23 ] |
| 1979年（昭和54年） | 60,678  | 59,899   | 45,107   | [ 東京都統計 24 ] |
| 1980年（昭和55年） | 64,534  | 55,474   | 44,038   | [ 東京都統計 25 ] |
| 1981年（昭和56年） | 64,389  | 56,200   | 44,444   | [ 東京都統計 26 ] |
| 1982年（昭和57年） | 64,734  | 56,164   | 45,014   | [ 東京都統計 27 ] |
| 1983年（昭和58年） | 65,333  | 56,068   | 46,484   | [ 東京都統計 28 ] |
| 1984年（昭和59年） | 66,986  | 59,811   | 48,121   | [ 東京都統計 29 ] |
| 1985年（昭和60年） | 66,485  | 60,710   | 48,137   | [ 東京都統計 30 ] |
| 1986年（昭和61年） | 67,373  | 60,559   | 49,630   | [ 東京都統計 31 ] |
| 1987年（昭和62年） | 67,426  | 60,721   | 49,831   | [ 東京都統計 32 ] |
| 1988年（昭和63年） | 67,288  | 60,052   | 50,055   | [ 東京都統計 33 ] |
| 1989年（平成元年） | 65,337  | 58,255   | 48,726   | [ 東京都統計 34 ] |
| 1990年（平成02年） | 64,797  | 55,195   | 48,868   | [ 東京都統計 35 ] |
| 1991年（平成03年） | 61,858  | 51,243   | 48,628   | [ 東京都統計 36 ] |
| 1992年（平成04年） | 63,444  | 47,279   | 48,088   | [ 東京都統計 37 ] |
| 1993年（平成05年） | 60,811  | 47,833   | 45,956   | [ 東京都統計 38 ] |
| 1994年（平成06年） | 57,600  | 48,677   | 44,496   | [ 東京都統計 39 ] |
| 1995年（平成07年） | 55,825  | 46,893   | 43,309   | [ 東京都統計 40 ] |
| 1996年（平成08年） | 55,353  | 46,438   | 42,312   | [ 東京都統計 41 ] |
| 1997年（平成09年） | 55,236  | 45,263   | 41,219   | [ 東京都統計 42 ] |
| 1998年（平成10年） | 55,658  | 45,036   | 41,027   | [ 東京都統計 43 ] |
| 1999年（平成11年） | 54,787  | 44,587   | 40,396   | [ 東京都統計 44 ] |
| 2000年（平成12年） | 54,570  | 43,592   | 39,542   | [ 東京都統計 45 ] |

### 各年度1日平均上車人次（2001年以後）
| 年度               | 銀座線 | 丸之內線 | 日比谷線 | 來源              |
| ------------------ | ------ | -------- | -------- | ----------------- |
| 2001年（平成13年） | 54,959 | 43,200   | 39,427   | [ 東京都統計 46 ] |
| 2002年（平成14年） | 53,981 | 42,540   | 37,688   | [ 東京都統計 47 ] |
| 2003年（平成15年） | 53,514 | 42,027   | 36,940   | [ 東京都統計 48 ] |
| 2004年（平成16年） | 52,438 | 40,668   | 38,296   | [ 東京都統計 49 ] |
| 2005年（平成17年） | 52,652 | 40,970   | 38,101   | [ 東京都統計 50 ] |
| 2006年（平成18年） | 52,370 | 41,326   | 39,047   | [ 東京都統計 51 ] |
| 2007年（平成19年） | 52,847 | 41,964   | 40,811   | [ 東京都統計 52 ] |
| 2008年（平成20年） | 51,775 | 40,981   | 40,082   | [ 東京都統計 53 ] |
| 2009年（平成21年） | 49,614 | 39,263   | 38,241   | [ 東京都統計 54 ] |
| 2010年（平成22年） | 48,433 | 38,277   | 36,877   | [ 東京都統計 55 ] |
| 2011年（平成23年） | 46,984 | 37,265   | 35,331   | [ 東京都統計 56 ] |
| 2012年（平成24年） | 47,530 | 38,402   | 35,524   | [ 東京都統計 57 ] |
| 2013年（平成25年） | 47,136 | 39,010   | 35,394   | [ 東京都統計 58 ] |
| 2014年（平成26年） | 46,619 | 38,750   | 34,298   | [ 東京都統計 59 ] |
| 2015年（平成27年） | 47,415 | 39,757   | 34,533   | [ 東京都統計 60 ] |
| 2016年（平成28年） | 48,397 | 41,378   | 35,400   | [ 東京都統計 61 ] |

備註
1. ↑  1934年3月3日開業。
2. ↑  1957年12月15日啟用。啟用日起至1958年3月31日為止共107日資料。
3. ↑  1964年8月29日啟用。啟用日起至1965年3月31日為止共215日資料。

## 車站周邊
車站周邊是廣為人知的銀座繁華街。此外，有樂町與八重洲商業街亦位於此站徒步圈範圍內。

### 銀座四丁目交差點附近（A1 - A13出入口）
※A6出入口關閉中
- 銀座四郵政局
- 銀座通郵政局
- 銀座美雪通郵政局
- 優衣庫 銀座店
- 銀座CORE（日语：銀座コア）
- 三愛巨蛋中心（日语：三愛ドリームセンター）
- 日産銀座陳列室
- 銀座三越百貨
- 王子酒店控股（日语：王子ホールディングス）本館
- 松屋銀座
- 伊東屋（日语：伊東屋）（ITO-YA）銀座本店
- Apple Store銀座
- 山野樂器（日语：山野楽器） 銀座本店
- 教文館（日语：教文館）
- MELSA（日语：メルサ）Ginza-2
- 香奈兒 銀座
- VanaH株式會社 東京銀座支社（日语：VanaH）
- 寶格麗 銀座塔
- 蒂芙尼公司 銀座本店
- 卡地亞 銀座本店
- 銀座和光
- New Melsa
- 松坂屋 銀座店
- 資生堂銀座大廈
- 山葉銀座大樓
  - 山葉廳（日语：ヤマハホール）
- 歌舞伎座（最近為東銀座站）
- 東京銀座萬怡酒店（日语：コートヤード・バイ・マリオット東京銀座ホテル）（最近為東銀座站）
- 東京銀座Mercure酒店（日语：メルキュールホテル銀座東京）
- 蒙特利酒店（日语：ホテルモントレ）銀座
- JRAWings銀座（日语：ウインズ銀座）
- 中央通
- 昭和通

### 晴海通沿線（B1 - B10出入口）
- 古馳 銀座
- 愛馬仕 銀座店
- 蔻馳 銀座
- 亞曼尼 銀座塔
- 迪奧 銀座
- 天賞堂（日语：天賞堂） 銀座本店
- 索尼大廈
- 銀座朝日大廈
- 晴海通

### 數寄屋橋交差點附近（C1 - C9出入口）
- モザイク銀座阪急（舊數寄屋橋阪急）
- 銀座PRINTEMPS（日语：プランタン銀座）
- 銀座並木通郵政局
- 東映本社
  - 丸之內TOEI（日语：丸の内TOEI） (1)・(2)
- 西銀座百貨（日语：西銀座デパート）
- 有樂町中心大廈（日语：有楽町センタービル）（有樂町マリオン） - 舊日本劇場、朝日新聞東京總部（日语：朝日新聞東京本社）
  - LUMINE有樂町
  - 阪急MEN'S TOKYO
  - TOHO電影院日劇（日语：TOHOシネマズ日劇）
  - 丸之內皮卡迪利（日语：丸の内ピカデリー）1・2・3
  - 丸之內羅浮（日语：丸の内ルーブル）
  - 有樂町朝日酒店（日语：有楽町朝日ホール）
- 銀座旅館
- 東京交通會館
  - 東京交通會館內郵政局
- 有樂町ITOCiA（日语：有楽町イトシア）
  - 有樂町丸井
- 博品館（日语：博品館）
  - 博品館劇場（日语：博品館劇場）
- 東京海上日動火災保險（日语：東京海上日動火災保険）總部
- 首都高速都心環狀線銀座入口（內環、外環）

### 周邊車站
以下的車站皆鄰近此站，各站均位於可徒步轉乘的距離。但是這些車站都不設聯絡運輸。
- 銀座一丁目站（有樂町線）
- 東銀座站（日比谷線、淺草線） - 設有地下通道聯絡。
- 日比谷站（日比谷線、千代田線、三田線） - 設有地下通道聯絡。
- 有樂町站（有樂町線、山手線、京濱東北線） - 設有地下通道聯絡（經日比谷站）。

## 巴士路線
銀座四丁目（都營巴士）
- 都04（日语：都営バス江東営業所#都04系統（グリーンアローズ））：往豐海水產埠頭/東京站丸之內南口
- 都03（日语：都営バス港南支所#都03系統（グリーンアローズ））：往晴海埠頭/往四谷站
- 都05（日语：都営バス深川営業所#都05系統（グリーンアローズ））：往晴海埠頭、深川車庫、東京Big Sight/往東京站丸之內南口
- 業10（日语：都営バス深川営業所#業10系統）：往東京晴空塔站、深川車庫/新橋

有樂町MULLION前（東武巴士東）、有樂町站（京成巴士、東京港灣城交通、千葉綠色巴士、成田機場交通）
- 午夜箭號柏·我孫子：往我孫子站（經三鄉團地、柏站）（東武）
- 深夜急行巴士：往千葉站（日语：千葉駅バスのりば）（京成）
- 深夜急行巴士：往行德、西船橋站、桐畑（京成）
- 深夜急行巴士：往新浦安站、SUN CORPO（サンコーポ）西口（京成）
- 深夜急行巴士（日语：東京ベイシティ交通#秋葉原駅・東京駅 - 東京ディズニーリゾート・新浦安地区）：往日之出七丁目（京成、東京港灣城）
- 深夜急行巴士（日语：ちばグリーンバス#深夜急行バス）：往成田機場第2航廈（經船橋站、津田沼站、JR成田站）（千葉綠色）
- 深夜急行巴士：往京成佐倉站（千葉綠色）
- 深夜急行巴士（日语：成田空港交通#深夜急行バス）：往成田機場第2航廈（經金町站、松戶站、五香站、千葉新城中央站、JR成田站、京成成田站）（成田機場交通）

數寄屋橋（都營巴士）
- 都04：往豐海水產埠頭
- 都03：往晴海埠頭/往四谷站
- 都05：往晴海埠頭、東京Big Sight、往深川車庫

銀座站（數寄屋橋）（西銀座機會中心前）（平和交通、Aska交通）
- THE Access成田：往成田機場（與JR巴士關東共同運行）
- THE Access成田：往成田機場鄰近酒店
- My Town Liner：往千原台站
- My Town Liner：往幕張灣城、檢見川濱站、齒科大正門、平和交通本社（宮野木）
- My Town Liner：往幕張灣城、檢見川濱站、齒科大正門、Aska交通本社（美濱區幸町2丁目）
- 深夜急行巴士：往千代田團地入口
- 深夜急行巴士：往山田交流道入口（經大網站）
- 深夜急行巴士：往五井站（經千原台站）
- 深夜急行巴士：往印旛日本醫大站
- 深夜急行巴士：往JR成田站（經四街道站）
- 深夜急行巴士：往東葉勝田台站（經津田沼站）

銀座站（有樂町）（卡啦OK館銀座總本店前）（京成巴士、京成巴士系統、成田機場交通、利木津、乘客服務）
- 東京接駁：往成田機場

銀座（晴海通，天賞堂對面、亞曼尼前）（關東巴士、西東京巴士）
- 深夜中距離巴士（日语：関東バス武蔵野営業所#銀座線（深夜中距離））：往三鷹站北口（關東）
- 深夜急行巴士（日语：西東京バス#深夜急行バス）：往河邊站北口（西東京）
- 深夜急行巴士：往恩方車庫（日语：西東京バス恩方営業所）（西東京）

## 其他

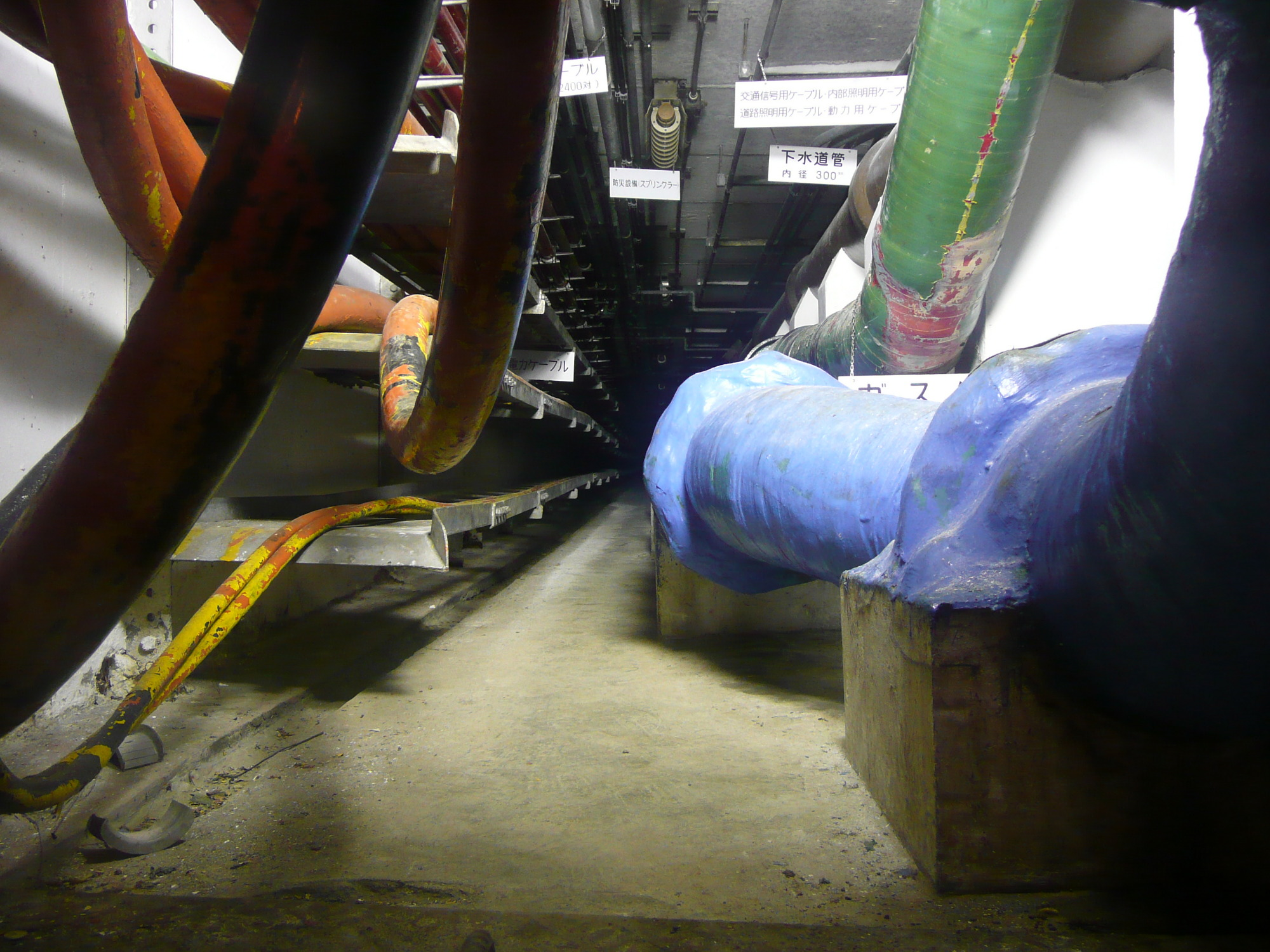
銀座共同溝

- 中央通下有共同管線，可從銀座松屋口前往參觀[14]。
- 日比谷線地下2樓部分（付費區內連絡通道東銀座側）原先計畫為地下商店街。但由於三原橋地下街（日语：三原橋地下街）兩側大樓須要撤除而遭到入駐業者反對而取消[15]。
- 本站前往霞關站可搭乘丸之內線或日比谷線，但日比谷線多停靠日比谷站。另外，日比谷線行經本站至霞關區間的定期券也可搭乘丸之內線同區間。
- 地下鐵博物館在2002年整修工程前展示本站的立體模型。
- 2007年11月17日，為了申辦2016年夏季奧運，在站內舉行桌球、擊劍、跆拳道比賽。
- 2007年底，東京地下鐵首次在剪票口附近設置數位顯示器。此裝置為播放廣告與延誤、事故等情報[16]。
- 2016年1月26日上午6點50分左右，C2出口附近的通風口內部的灰塵燃燒造成站內濃煙，日比谷線暫時全線停駛（之後停駛路段縮小至霞關站～東銀座站間，上午9點14分恢復通車），約影響6萬8千人[17]。

## 相鄰車站
東京地下鐵
 銀座線
新橋（G 08）－銀座（G 09）－京橋（G 10）
 丸之內線
霞關（M 15）－銀座（M 16）－東京（M 17）
 日比谷線
日比谷（H 08）－銀座（H 09）－東銀座（H 10）

## 腳註
1. 1 2
2. ↑  . 東京メトロ.   [2016-03-07]. （原始内容存档于2016-03-04）.
3. ↑  鉄道ピクトリアル2016年12月臨時増刊号 【特集】東京地下鉄　p.17
4. 1 2  東京メトロハンドブック2008
5. ↑  丸之內線於隔年1972年導入。
6. ↑  '94営団地下鉄ハンドブック
7. ↑  上野站、霞關站、新橋站、秋葉原站、御茶之水站、葛西站同時導入。加上1994年導入的後樂園站，是營團少數設置繼續定期券售票機的車站。
8. ↑  此處是與大手町站一同進行先行實驗的車站。
9. ↑  此時設置的導覽顯示是現在的「導覽指示系統」。
10. ↑  銀座線の4駅に街のイメージに合った発車合図メロディを導入しますPDF - 東京地下鉄 ニュースリリース 2012年10月24日
11. ↑  千代田線 乃木坂駅 日比谷線 秋葉原駅・銀座駅  お客様リクエストによる 発車メロディ導入日決定！ （页面存档备份，存于） - 東京地下鉄ニュースリリース 2016年3月22日
12. ↑  日比谷線 秋葉原駅・銀座駅 千代田線 乃木坂駅 お客様リクエストによる 発車メロディ導入曲決定！PDF - 東京地下鉄ニュースリリース 2016年1月20日
13. ↑   (PDF) (新闻稿). 東京地下鉄. 2020-05-14  [2020-05-14]. （原始内容存档 (PDF)于2020-05-14） （日语）.
14. ↑  其他可參觀的車站有日本橋站。
15. ↑  『ぜいたくな流用　銀座・三原橋の地下街　商店が入居に反対　万策つきて倉庫街　4年越しお役所仕事の末路』（朝日新聞、1969年7月1日）
16. ↑  之後導入在2008年6月14日開業的副都心線各站（澀谷站除外），2010年度再擴大至其他公司管理站以外的所有車站。
17. ↑  . NHK首都圈. 2016年1月26日  [2016-01-26]. （原始内容存档于2016-01-26）.

### 利用狀況資料來源
地下鐵1日平均使用人數
1. ↑  各駅の乗降人員ランキング （页面存档备份，存于） - 東京メトロ

地下鐵統計資料
1. ↑  統計データ （页面存档备份，存于） - 中央区

東京府統計書
1. ↑  .   [2019-01-05]. （原始内容存档于2019-01-23）.
2. ↑  .   [2019-01-05]. （原始内容存档于2020-10-17）.

東京都統計年鑑
1. ↑  昭和31年PDF
2. ↑  昭和32年PDF
3. ↑  昭和33年PDF
4. ↑  .   [2016-05-09]. （原始内容存档于2016-03-05）.
5. ↑  .   [2016-05-09]. （原始内容存档于2016-03-05）.
6. ↑  .   [2016-05-09]. （原始内容存档于2015-06-29）.
7. ↑  .   [2016-05-09]. （原始内容存档于2015-06-29）.
8. ↑  .   [2016-05-09]. （原始内容存档于2015-06-29）.
9. ↑  .   [2016-05-09]. （原始内容存档于2015-06-29）.
10. ↑  .   [2016-05-09]. （原始内容存档于2016-03-05）.
11. ↑  .   [2016-05-09]. （原始内容存档于2016-03-05）.
12. ↑  .   [2016-05-09]. （原始内容存档于2016-03-05）.
13. ↑  .   [2016-05-09]. （原始内容存档于2016-03-05）.
14. ↑  .   [2016-05-09]. （原始内容存档于2016-03-05）.
15. ↑  .   [2016-05-09]. （原始内容存档于2016-03-05）.
16. ↑  .   [2016-05-09]. （原始内容存档于2015-06-29）.
17. ↑  .   [2016-05-09]. （原始内容存档于2015-06-29）.
18. ↑  .   [2016-05-09]. （原始内容存档于2015-06-29）.
19. ↑  .   [2016-05-09]. （原始内容存档于2016-03-05）.
20. ↑  .   [2016-05-09]. （原始内容存档于2016-06-02）.
21. ↑  .   [2016-05-09]. （原始内容存档于2015-06-29）.
22. ↑  .   [2016-05-09]. （原始内容存档于2016-03-05）.
23. ↑  .   [2016-05-09]. （原始内容存档于2015-06-29）.
24. ↑  .   [2016-05-09]. （原始内容存档于2016-03-05）.
25. ↑  .   [2016-05-09]. （原始内容存档于2016-03-05）.
26. ↑  .   [2016-05-09]. （原始内容存档于2016-03-05）.
27. ↑  .   [2016-05-09]. （原始内容存档于2015-06-29）.
28. ↑  .   [2016-05-09]. （原始内容存档于2015-06-29）.
29. ↑  .   [2016-05-09]. （原始内容存档于2015-06-29）.
30. ↑  .   [2016-05-09]. （原始内容存档于2016-03-05）.
31. ↑  .   [2016-05-09]. （原始内容存档于2016-03-05）.
32. ↑  .   [2016-05-09]. （原始内容存档于2015-06-29）.
33. ↑  .   [2016-05-09]. （原始内容存档于2016-03-05）.
34. ↑  .   [2016-05-09]. （原始内容存档于2016-03-05）.
35. ↑  .   [2016-05-09]. （原始内容存档于2016-03-05）.
36. ↑  .   [2016-05-09]. （原始内容存档于2016-03-05）.
37. ↑  .   [2016-05-09]. （原始内容存档于2013-08-15）.
38. ↑  .   [2016-05-09]. （原始内容存档于2013-02-03）.
39. ↑  .   [2016-05-09]. （原始内容存档于2013-02-03）.
40. ↑  .   [2016-05-09]. （原始内容存档于2013-02-03）.
41. ↑  .   [2016-05-09]. （原始内容存档于2013-02-03）.
42. ↑  .   [2016-05-09]. （原始内容存档于2016-03-04）.
43. ↑  平成10年PDF
44. ↑  平成11年PDF
45. ↑  .   [2016-05-09]. （原始内容存档于2016-03-04）.
46. ↑  .   [2016-05-09]. （原始内容存档于2016-03-04）.
47. ↑  平成14年[]
48. ↑  平成15年[]
49. ↑  平成16年[]
50. ↑  平成17年[]
51. ↑  平成18年[]
52. ↑  平成19年[]
53. ↑  平成20年[]
54. ↑  .   [2016-05-09]. （原始内容存档于2016-03-26）.
55. ↑  .   [2016-05-09]. （原始内容存档于2016-03-27）.
56. ↑  .   [2016-05-09]. （原始内容存档于2016-03-25）.
57. ↑  .   [2016-05-09]. （原始内容存档于2016-03-27）.
58. ↑  .   [2016-05-09]. （原始内容存档于2016-03-22）.
59. ↑  .   [2016-05-09]. （原始内容存档于2017-07-30）.
60. ↑  .   [2019-01-05]. （原始内容存档于2018-11-09）.
61. ↑  .   [2019-01-05]. （原始内容存档于2019-05-02）.

## 外部連結
- 銀座/G09/M16/H09 | 路線・車站資訊 | 東京地下鐵